# Age of Wanderer
Age of Wanderer ( кор. 야인시대), також відома як Yainsidae, це гра для ПК, розроблена компанією Joymax . Гра заснована на корейській драмі SBS Rustic Period .

## Сюжет
Події розгортаються під час японської військової окупації Кореї, нащадки обох націй були втягнуті в боротьбу за контроль над вулицями Джонгро, центру корейської торгівлі. Гангстери переслідували місцевих торговців, які об'єдналися з японцями, щоб зрушити рівновагу та порушити спокій громади.
Спонукані до дії, Ду Хан Кім, лідер банди Умі та син відомого генерала Джва Джіна Кіма, і Сірасоні, воїн походження Манджу, якого називають «найбільшим борцем всіх часів», повстають, щоб кинути виклик гнітючій тиранії. . Опір японської поліції, військової поліції та протиборчих банд посилився, але Ду Хан Кім і Сірасоні виходять на вулиці, щоб боротися за простих людей і відновити мир у Джонгро.
Місія цієї швидкоплинної гри — перемогти клан Хонмачі, місцевих головорізів і гангстерів.